# Phlyctaenodes pustulosa
Phlyctaenodes pustulosa är en skalbaggsart som beskrevs av Newman 1840. Phlyctaenodes pustulosa ingår i släktet Phlyctaenodes och familjen långhorningar. Inga underarter finns listade i Catalogue of Life.